# یواس‌اس ونانگو (ای‌کی‌ای-۸۲)
یواس‌اس ونانگو (ای‌کی‌ای-۸۲) (به انگلیسی: USS Venango (AKA-82)) یک کشتی بود که طول آن ۴۵۹ فوت ۲ اینچ (۱۳۹٫۹۵ متر) بود. این کشتی در سال ۱۹۴۴ ساخته شد.